# Холокост в Ошмянском районе
Холокост в Ошмя́нском районе — систематическое преследование и уничтожение евреев на территории Ошмянского района Гродненской области оккупационными властями нацистской Германии и коллаборационистами в 1941—1944 годах во время Второй мировой войны, в рамках политики «Окончательного решения еврейского вопроса» — составная часть Холокоста в Белоруссии и Катастрофы европейского еврейства.

## Геноцид евреев в районе
Ошмянский район был полностью оккупирован немецкими войсками в июне 1941 года, и оккупация продлилась до июля 1944 года. Нацисты включили Ошмянский район в состав территории, административно отнесённой в состав Виленской округи, а с апреля 1942 года — в генеральный округ Литва рейхскомиссариата «Остланд».
Вся полнота власти в районе принадлежала зондерфюреру — немецкому шефу района, который подчинялся руководителю округи — гебитскомиссару. Во всех крупных деревнях района были созданы районные (волостные) управы и полицейские гарнизоны из белорусских, польских и прибалтийских коллаборационистов.
Для осуществления политики геноцида и проведения карательных операций сразу вслед за войсками в район прибыли карательные подразделения войск СС, айнзатцгруппы, зондеркоманды, тайная полевая полиция (ГФП), полиция безопасности и СД, жандармерия и гестапо.
Одновременно с оккупацией нацисты и их приспешники начали поголовное уничтожение евреев. «Акции» (таким эвфемизмом гитлеровцы называли организованные ими массовые убийства) повторялись множество раз во многих местах. В тех населенных пунктах, где евреев убили не сразу, их содержали в условиях гетто вплоть до полного уничтожения, используя на тяжелых и грязных принудительных работах, от чего многие узники умерли от непосильных нагрузок в условиях постоянного голода и отсутствия медицинской помощи.
За время оккупации практически все евреи Ошмянского района были убиты, а немногие спасшиеся в большинстве воевали впоследствии в партизанских отрядах.

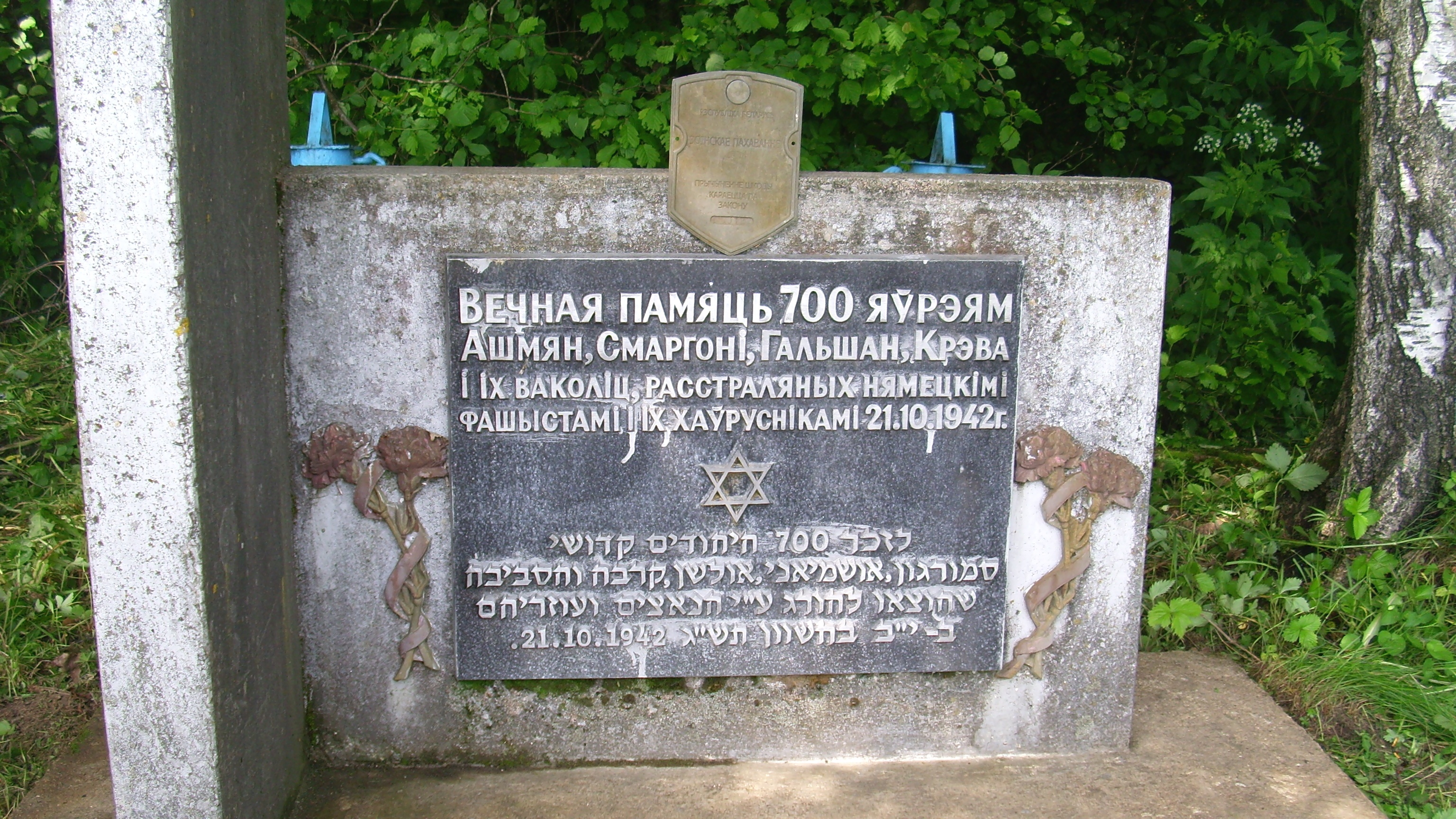
Памятник убитым евреям у деревни Толминово

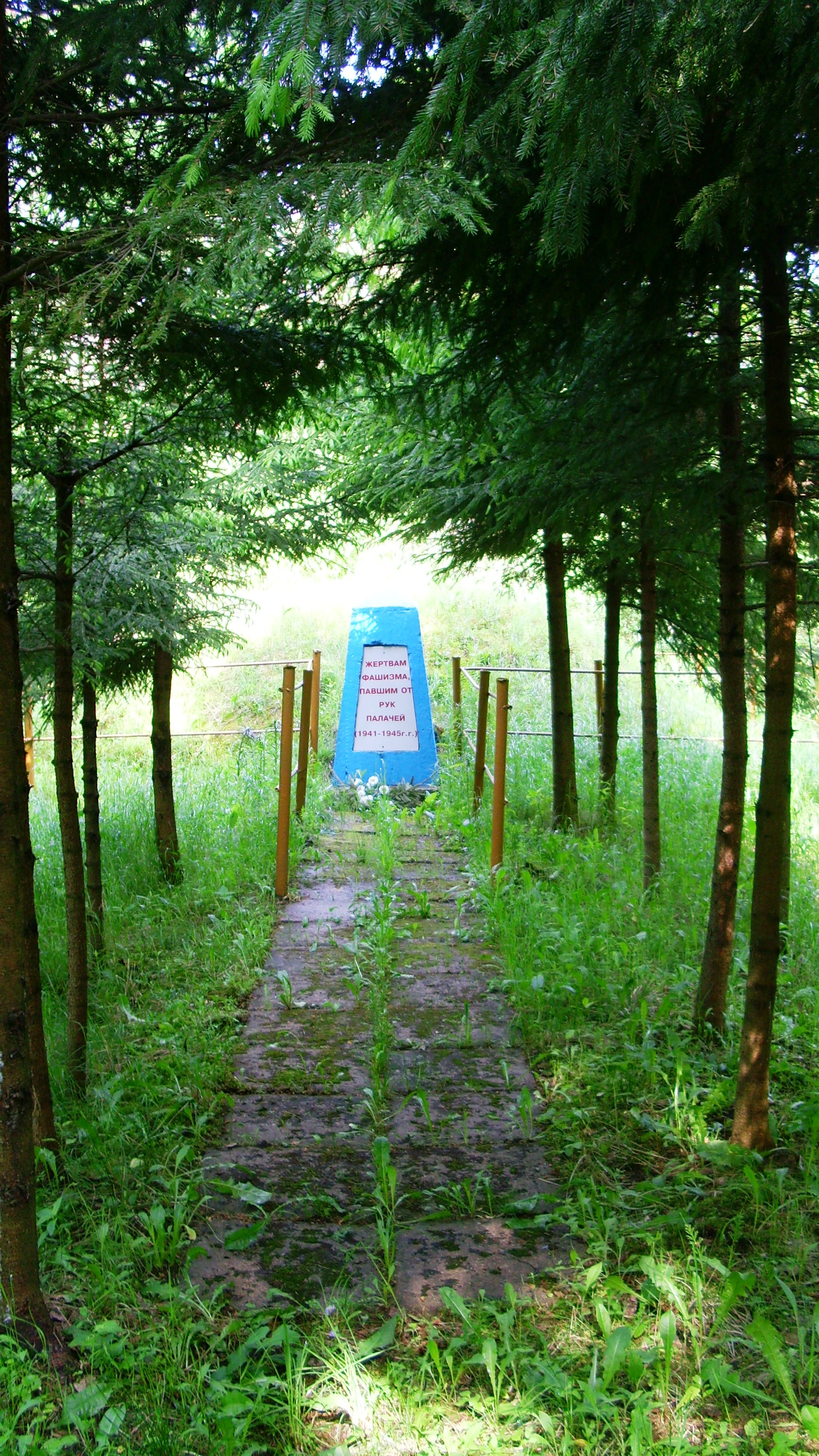
Памятник убитым евреям в урочище Ройста

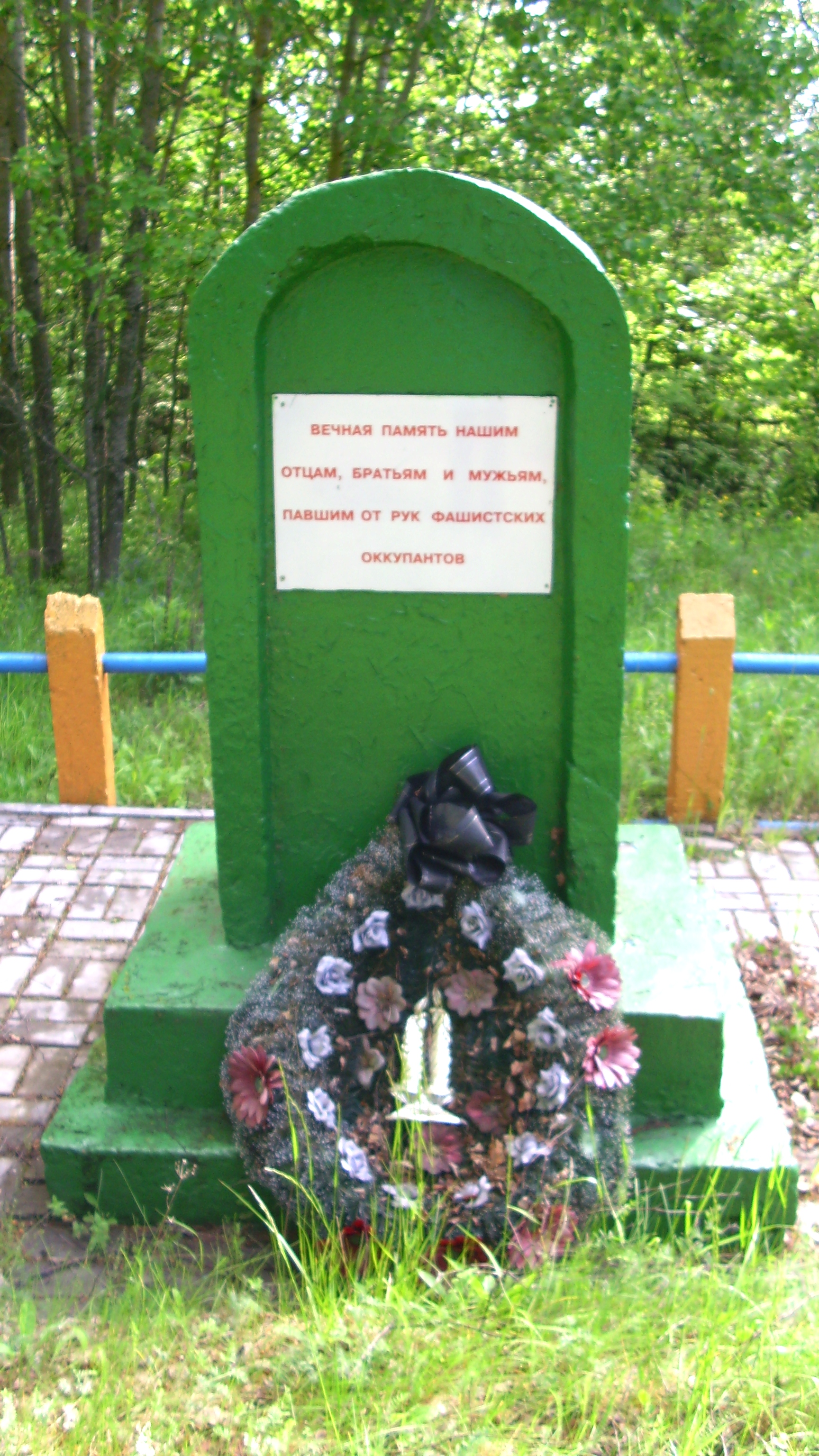
Памятник убитым евреям в урочище Люговщина

## Гетто
Оккупационные власти под страхом смерти запретили евреям снимать желтые латы или шестиконечные звезды (опознавательные знаки на верхней одежде), выходить из гетто без специального разрешения, менять место проживания и квартиру внутри гетто, ходить по тротуарам, пользоваться общественным транспортом, находиться на территории парков и общественных мест, посещать школы.
Немцы, реализуя нацистскую программу уничтожения евреев, создали на территории района 3 гетто.
- В гетто деревни Гольшаны (сентябрь 1941 — октябрь 1942) содержались около 800 евреев, которые впоследствии были перемещены и убиты в других местах.
- В гетто деревни Жупраны (конец 1941 — конец 1942) были убиты около 150 евреев.
- В гетто города Ошмяны (октябрь 1941 — декабрь 1941) были замучены и убиты около 2000 евреев.

### Гетто в Жупранах
Немцы захватили деревню Жупраны, в которой перед войной жили 30 еврейских семей, 26 июня 1941 года.
Евреям запретили выходить без нашитых на верхнюю одежду желтых знаков в форме шестиконечных звезд. Всех мужчин-евреев использовали на тяжелых принудительных работах — ремонте дорог и валке леса, а женщин заставляли работать на обслуживании солдат — готовке еды, стирке и уборке.
В конце 1941 года жупранских евреев согнали в гетто, под которое определили пять домов вокруг синагоги, которые огородили забором. Немцы очень серьёзно относились к возможности еврейского сопротивления, и поэтому в большинстве случаев в первую очередь убивали в гетто или ещё до его создания евреев-мужчин в возрасте от 15 до 50 лет — несмотря на экономическую нецелесообразность, так как это были самые трудоспособные узники. Исходя из этих соображений, после создания гетто нацисты забрали молодых евреев-мужчин и расстреляли их в лесу.
Гетто было чрезвычайно переполнено, в каждом доме теснились по 6-7 семей, а некоторые из-за нехватки мест ночевали в синагоге. Еду узники могли раздобыть только в обмен на личные вещи у местных белорусов.
В конце мая 1942 года в гетто ещё находились 128 евреев. В конце 1942 года всех оставшихся ещё живых узников переместили в гетто Ошмян, где вскоре убили вместе с остальными.
Памятника жертвам Холокоста в Жупранах нет.

## Случаи спасения и «Праведники народов мира»
В Ошмянском районе 2 человека были удостоены почетного звания «Праведник народов мира» от израильского мемориального института «Яд Вашем» «в знак глубочайшей признательности за помощь, оказанную еврейскому народу в годы Второй мировой войны». Это Залинская (Поранская) Зофия и Тешнер (Поранская) Данута, спасшие в Ошмянах Залкинда Владимира.

## Организаторы и исполнители убийств
В Ошмянском районе во главе стояли начальники жандармерии Кейт и Шнабель, полевые коменданты Мокер, Вейс (Вайс), Краузе и другие, которые организовывали и проводили убийства евреев.

## Память
Опубликованы неполные списки жертв геноцида евреев в Ошмянском районе.
В районе Ошмян установлены три памятника убитым евреям района:
- У деревни Толминово (бывший хутор Углеева или Угливо или Аглейбы) в 1950 году установлен памятник убитым евреям с надписью на белорусском языке и на иврите: «Вечная память 700 евреям Ошмян, Сморгони, Гольшан, Крево и их окружения, расстрелянных фашистами и их союзниками 21.10. 1942 г.». Памятник реконструировался в 1967 и 1995 годах[14][15].
- У деревни Ягеловщина в урочище Люговщина (или Бартели) в 1958 году установлен памятник убитым евреям, реконструированный в 1997 году. Надпись на белорусском языке и на иврите: «Вечная память 1200 евреям — жителям Ошмян, расстрелянным немецкими фашистами и их пособниками 26 июля 1941 г.» Памятник реконструировался в 1967 и 1995 годах[16][17].
- В урочище Ройста установлен памятник 353 убитым евреям. Надпись на русском языке: «Жертвам фашизма, павшим от рук палачей».